# Hoegea
Hoegea is een kevergeslacht uit de familie van de boktorren (Cerambycidae). De wetenschappelijke naam van het geslacht werd voor het eerst geldig gepubliceerd in 1885 door Bates.

## Soorten
Hoegea is monotypisch en omvat slechts de volgende soort:
- Hoegea distigma Bates, 1885